# Bitka pri Bunker Hillu
Bitka pri Bunker Hillu je bila prva bitka v ameriški osamosvojitveni vojni. 
Odvila se je 17. junija 1775 med Obleganjem Bostona v prvi fazi Ameriške vojne za neodvisnost. Bitka je poimenovana po Bunker Hillu v Charlestownu, Massachusetts. To je bil prvotni cilj kolonialnih in britanskih enot, čeprav je večina bojev potekala na sosednjem hribu, ki je postal znan kot "Breed's Hill".
Dne 13. junija 1775 so voditelji kolonialnih sil, ki so oblegale Boston, izvedeli, da Britanci načrtujejo pošiljanje vojakov iz mesta, da bi okrepili nezasedene hribe okoli mesta, kar bi jim omogočilo nadzor nad bostonskim pristaniščem. V odziv je 1.200 kolonialnih vojakov pod poveljstvom William Prescotta skrivaj zasedlo Bunker Hill in Breed's Hill. Ponoči so na Breed's Hillu zgradili močan reduto, prav tako pa tudi manjše utrjene linije po Charlestown polotoku.
Ob zori 17. junija so Britanci postali pozorni na prisotnost kolonialnih sil na polotoku in izvedli napad proti njim. Dva napada na kolonialne položaje sta bila odbita z velikimi britanskimi izgubami, vendar je bila reduta zasedena ob njihovem tretjem napadu, potem ko so se branilci izčrpali municijo. Kolonisti so se umaknili čez Bunker Hill, Britanci pa so prevzeli nadzor nad polotokom.
Bitka je bila taktična zmaga za Britance, a se je izkazala za dobrodošlo izkušnjo zanje; imeli so veliko več izgub kot Američani, vključno z mnogimi oficirji. Bitka je pokazala, da je neizkušena milica sposobna zdržati pred redno vojsko v bitki. Kasneje je bitka odvrnila Britance od nadaljnjih frontalnih napadov na bojišč z dobro obrambo. Ameriške izgube so bile veliko manjše, čeprav so vključevale generala Joseph Warrena in majorja Andrew McClarya, zadnjega ubitega v bitki.
Bitka je prisilila Britance k bolj previdnemu načrtovanju in izvajanju manevrov v prihodnjih spopadih, kar je bilo očitno v kasnejši Kampanji v New Yorku in New Jerseyju. Velike izgube so prav tako prepričale Britance o potrebi po najemu znatnega števila Hessenskih najemnikov, da so okrepili svojo moč v luči nove in mogočnejše Kontinentalne vojske.

## Geografija
Boston je bil takrat na polotoku in je bil večinoma zaščiten pred pristopom zaradi vodnih površin, ki so ga obkrožale in so jih obvladovale britanske vojne ladje. Po Bitkah pri Lexingtonu in Concordu 19. aprila 1775 je kolonialna milica s približno 15.000 možmi obkolila mesto in ga oblegala pod poveljstvom Artemas Warda. Imeli so nadzor nad edino kopensko potjo do Bostona (Roxbury Neck), a niso mogli prekiniti britanske prevlade nad vodami pristanišča. Britanske čete so okupirale mesto z približno 6.000 vojakov pod poveljstvom generala Thomas Gage in so jih lahko ponovno oskrbeli in okrepili po morju.
Po drugi strani je pokrajina preko morja zahodno od Bostona in na drugi strani severno na polotoku z vasjo Charlestown (Charlestown Peninsula) imela številne hribe, ki jih je bilo mogoče izkoristiti. Topništvo bi lahko postavili na hribe in ga uporabili za bombardiranje mesta, dokler ne bi okupacijska vojska zapustila mesta ali se predala. Ob tem je Henry Knox vodil artilerijo, da bi prepeljal konvoj iz Fort Ticonderoga.
Polotok Charlestown, severno od Bostona, se je začel z ozko ožino znanim kot Charlestown Neck in se razteza približno 1 mi (1,6 km) jugovzhodno v Bostonsko pristanišče. Bunker Hill je imel višino 110 ft (34 m) in ležal na severnem koncu polotoka. Breed's Hill je imel višino 62 ft (19 m) in je bil bolj južno in bližje Bostonu. Ameriški vojaki so imeli prednost zaradi višine Breed's Hilla in Bunker Hilla, toda to jih je prav tako lahko ujelo na vrhu. Naseljeni del mesta Charlestown je zasedal ravnine na južnem koncu polotoka. Pri svojem najbližjem pristopu, manj kot 1.000 ft (300 m) je ločilo Charlestownsko polotok od Bostonskega polotoka, kjer je Copp's Hill ležal na približno enaki višini kot Breed's Hill. Britanski umik iz Concorda se je končal v Charlestownu, Massachusettsu, toda general Gage ni okrepil hribov na Charlestownskem polotoku, ampak je umaknil svoje čete v Boston, kar je celotni polotok Charlestown spremenilo v nikogaršnja zemljo.

## Britansko načrtovanje napada
Britanci so prejemali okrepitev skozi cel mesec maj, dokler niso dosegli moči približno 6.000 ljudi. Generali William Howe, John Burgoyne, in Henry Clinton so prispeli 25. maja na krovu "HMS Cerberus". Gage je začel načrtovati z njimi, da bi se prebili iz mesta, 12. junija pa je dokončal načrt. Ta načrt se je začel z zasedbo Dorchester Neck, utrditvijo Dorchester Heights, nato pa pohdom proti kolonialnim silam, nameščenim v Roxbury. Ko bi bil južni bok zagotovljen, bi zasedli Charlestown Heights in odgnali sile v Cambridge, Massachusetts. Napad je bil predviden za 18. junij.
13. junija je "Odbor za varnost" v Exeter, New Hampshire, obvestil "Massachusetts Provincial Congress]", da je "mož iz New Hampshira, ki je nedvomno verodostojen", slišal britanske poveljnike, kako načrtujejo zasedbo Dorchesterja in Charlestowna. 15. junija se je Massachusettski odbor za varnost odločil, da je potrebno postaviti dodatne obrambne položaje. General Ward je ukazal generalu Israel Putnamu, naj postavi obrambo na Charlestownskem polotoku, natančneje na Bunker Hillu.

## Priprave na bitko

### Utrditev Breed's Hill
Na noč 16. junija je ameriški polkovnik William Prescott vodil okoli 1.200 mož na polotok, da bi postavili položaje, iz katerih bi lahko usmerjali artilerijski ogenj v Boston. To enoto so sestavljali moški iz regimentov Prescotta, Putnama (enoto je vodil Thomas Knowlton), James Fryea, in Ebenezer Bridga. Sprva se Putnam, Prescott in njihov inženir stotnik Richard Gridley niso strinjali glede tega, kje bi morali postaviti svojo obrambo. Nekaj dela je bilo že opravljeno na Bunker Hillu, vendar je bil Breed's Hill bližje Bostonu in je bil bolj obrambno naravnan, zato so se odločili, da tam zgradijo svojo glavno pbrambno linijo. Prescott in njegovi možje so začeli kopati kvadratno reduto, dolgo približno 130 ft (40 m) na stran, z jarkom in zemeljskimi stenami. Stene utrdbe so bile visoke približno 6 ft (1,8 m), z lesenim odrom znotraj, na katerem so lahko moški stali in streljali čez stene.
Dela na Breed's Hillu niso ostala neopažena s strani Britancev. General Clinton je bil tisto noč na izvidnici in je bil z njimi seznanjen, ter je poskušal prepričati Gagea in Howea, da se morata pripraviti na napad na to pozicijo pri zori. Britanski stražarji so prav tako vedeli za dejavnosti, vendar večina očitno ni menila, da je to razlog za alarm. Stražar na krovu "HMS Lively" je opazil novo reduto okoli 4. ure zjutraj in obvestil svojega kapitana. Vojna ladjaLively je začel streljati, kar je začasno ustavilo delo kolonistov. Admiral Samuel Graves se je zbudil na svoji admiralovi ladji "HMS Somerset", razburjen zaradi streljanja, ki ga ni naročil. Ustavil je napad, samo, da je General Gage njegovo odločitev zavrnil, ko se je zjutraj popolnoma zavedel situacije. Vsem 128 topom v pristanišču je ukazal, naj streljajo na kolonialni položaj, skupaj z baterijami na vrhu Copp's Hilla v Bostonu. Topovski napad je imel razmeroma majhen učinek, saj so bile utrdbe na vrhu hriba dovolj visoke, da so onemogočile natančno ciljanje z ladij in dovolj daleč od Coppovega hriba, da so tamkajšnje baterije postale neučinkovite. Streli, ki so vendarle uspeli zadeti, so tako ubili samo enega ameriškega vojaka in poškodovali celotno zalogo vode, ki so jo prinesli vojakom.
Vzhajajoče sonce je Prescotta opozorilo tudi na veliko težavo z lokacijo redute: zlahka bi jo obkrožili na obeh straneh.  Svojim ljudem je nemudoma ukazal, naj začnejo graditi okope, ki so potekali po hribu navzdol proti vzhodu, pri čemer se je odločil, da nima dovolj delovne sile za izgradnjo dodatne obrambe tudi zahodno od redute.

### Britanske priprave
Britanski generali so se sestali, da bi razpravljali o svojih možnostih. General Clinton je pozval k čimprejšnjemu napadu, ker je favoriziral napad, ki bi se začel pri Charlestown Necku ter bi kolonistom presekal umik, s čimer bi proces zavzetja nove redute skrčil na izstradanje njenih branilcev. Vendar so ga drugi trije generali preglasovali, saj so bili zaskrbljeni, da je njegov načrt kršil takratno vojaško doktrino, da ne bi dovolili, da bi se vojska ujela med sovražne sile. Howe je bil višji častnik, ki je bil prisoten in je vodil napad, menil je, da je bil hrib "odprt in lahek za vzpon in skratka zlahka osvoljiv." General Burgoyne se je strinjal in trdil, da "neizurjena drhal" ne bi bila kos njihovim "izurjenim četam". Nato so bili izdani ukazi za pripravo odprave.
General Gage je s svojim osebjem pregledal obrambna dela kolonialistov iz Bostona in lojalist Abijah Willard je prepoznal svojega svaka, polkovnika Prescotta. "Se bo boril?" je vprašal Gage. "Kar zadeva njegove može, ne morem odgovarjati namesto njih," je odgovoril Willard, "toda polkovnik Prescott se bo boril proti vam do vrat pekla." Prescott je izpolnil Willardovo besedo, vendar njegovi možje niso bili tako odločni. Ko so kolonisti utrpeli svojo prvo žrtev, je Prescott ukazal, naj moškega hitro in tiho pokopljejo, vendar mu je velika skupina moških namesto tega priredila slovesen pogreb, nekaj jih je kmalu zatem pobegnilo.
Britanci so potrebovali šest ur, da so organizirali pehotne sile ter zbrali in pregledali vojake na paradi. General Howe naj bi vodil glavni napad, zavil okoli kolonialnega levega boka in jih zavzel od zadaj. Brigadni general Robert Pigot na britanskem levem krilu naj bi vodil neposredni napad na reduto, major John Pitcairn pa bi vodil bok ali rezervne sile. Potrebovali so več potovanj z dolgimi čolni, da so Howejeve začetne sile (ki jih je sestavljalo približno 1500 mož) prepeljale do vzhodnega dela polotoka, znanega kot Moulton's Point. Do 14. ure je Howeova izbrana enota že pristala. Vendar pa je med prečkanjem reke Howe opazil veliko število kolonialnih vojakov na Bunker Hillu. Menil je, da so to kolonialne okrepitve in takoj poslal sporočilo Gageu, da prosi za dodatne čete. Nato je naročil delu svoje lahke pehote, naj zasede izpostavljene položaje ob vzhodni strani polotoka in tako s tem opozoril koloniste o svojem načrtu. Čete so se nato ustavile, da so jedle, medtem ko so čakale na okrepitve.

### Kolonisti krepijo svoje pozicije
Prescott je opazil britanske priprave in pozval okrepitve. Med okrepitvami so bili Joseph Warren, priljubljeni mladi voditelj "Massachusettskega odbora za varnost" in Seth Pomeroy, starajoči se voditelj Massachusettske milice. Oba sta imela vojaške čine, a sta se odločila služiti kot pešaka. Prescott je ukazal moškim iz Connecticuta pod kapitanom Knowltonom, naj branijo levo krilo, kjer so uporabili grob zemeljski zid kot zaščito in ga pokrili z ogradnimi koli in senom. Prav tako so skopali tri majhne v obliko V oblikovane rove med tem zemeljskim zidom in Prescottovo zaščito. 
Čete, ki so prispele za okrepitev te pozicije na krilu, so obsegale približno 200 moških iz 1. in 3. New Hampshire regimenta pod polkovnikoma John Starkom in James Reedom. Starkove čete niso prispele, dokler Howe ni pristal svojih si, in so tako zapolnile vrzel v obrambi, ki bi jo Howe lahko izkoristil, če bi pravočasno nadaljeval z napadom. Zasedli so pozicije ob zaščiti na severnem koncu kolonialne pozicije. Nizka voda je odprla vrzel ob Mystic reki na severu, zato so hitro podaljšali palisado z majhnim kamnitim zidom do vode. Polkovnik Stark je v zemljo zabil kol približno 100 ft (30 m) pred ograjo in ukazal, da naj nihče od kolonialne milice ne strelja, dokler zabitega kola britanski redni vojaki ne preidejo.
Dodatne kolonialne okrepitev so prispele tik pred bitko, vključno z deli Massachusettskih regimentov polkovnikov Brewera, John Nixona, Benjamin  Woodbridga, Moses Littla in majorja Moora ter Callenderjevo četo topništva.
Za kolonialnimi črtami je vladala zmeda. Mnogo enot, poslanih proti bojni črti se je ustavilo pred prečkanjem Charlestown Neck iz Cambridgea, ki je bil ves čas pod ognjem iz topniških baterij na jugu. Druge so dosegle Bunker Hill, vendar so nato bile negotove, kam naj gredo od tam in so le tavale naokoli. Eden od komentatorjev je zapisal o prizoru, "se mi zdi, da nikoli ni bilo več zmede in manj povelja." General Putnam je bil na prizorišču in poskušal usmerjati zadeve, vendar so poveljniki enot pogosto napačno razumeli ali celo ignorirali ukaze.

## Britanski napad
Do 15. ure so prispele britanske okrepitve, ki so vključevale 47. pehotni polk in marince, nato so Britanci bili pripravljeni na pohod. Sile brigadnega generala Pigota so se zbirale južno od vasi Charlestown in že imele žrtve zaradi ostrostrelskega streljanja iz naselja. Howe je prosil admirala Gravesa za pomoč pri nevtraliziranju ostrostrelcev. Graves je pričakoval takšno možnost in ukazal izstreliti na vas zažigalne izstrelke, nato pa poslal desantno enoto, da zažge Charlestown. Dim, ki se je valil iz Charlestowna, je borbi dal skoraj nadrealistično občutje, saj so bili vetrovi takšni, da se je dim zadrževal na  bojnem polju.
General Howe je vodil lahke pehotne enote in grenadirje v napadu na ameriško levo krilo ob palisadi, pričakujoč majhen odpor proti Starkovim nedavno prispelim enotam. Njegova lahka pehota je bila postavljena ob ozki plaži v koloni, da bi zavrnila skrajni levi bok kolonialne pozicije. grenadirji so bili razporejeni v sredini formacije, postavljeni štiri vojake globoko in več sto povprek. Pigot je poveljeval 5., 38., 43., 47. in 52. [Polk|regimentu]], pa tudi marincem majorja Pitcairna; ti so morali izvesti lažni napad na reduto. Takrat, ko so Britanci napredovali, je bila ameriška pozicija ob [Palisada|palisadi]] okrepljena z dvema topovoma artilerije z Bunker Hilla.
Howe je nameraval, da bi napadu predhodno artilerijsko bombardiranje iz prisotnih topov, vendar je bilo kmalu ugotovljeno, da so ti topovi dobili napačno municijo, kar je bombardiranje zamaknilo. Napad na Breed's Hill je predstavljal vrsto težav. Seno na hribu ni bilo požeto, kar je zahtevalo, da so vojaki hodili skozi travo do pasu, ki je skrila neravni teren pod njo. Pašna zemljišča hriba so bila pokrita s prepletenimi ograjami, kar je oviralo homogenost marširajočih formacij. Redni vojaki so bili obremenjeni z opremo, ki je bila popolnoma nepotrebna za napad, britanske čete pa so se tudi pregrevale v volnenih uniformah pod vročino popoldanskega sonca, ki se je še povečala zaradi bližnjega ognja iz Charlestowna.
Kolonisti so zadržali ogenj, dokler vojaki niso bili v najmanj 50 korakov od njihove pozicije. Ko so se vojaki približali, so imeli težke izgube zaradi kolonialnega ognja. Kolonisti so imeli koristi od ograje, saj so nanje naslonili svoje muškete za miren strel in nato uživali v vsaj minimalnem varstvu pred povratnim ognjem. Pod tem neizprosnim ognjem so se britanske lahke čete razkropile in umaknile, nekateri celo do svojih čolnov. James Abercrombie, ki je vodil grenadierje, je bil smrtno ranjen. Napadi Pigota na reduto in palisade niso bili veliko boljši; s tem, ko so zastajali, da so lahko izmenjavali ogenj s kolonisti, so bili britanski vojaki popolnoma izpostavljeni in so posledično utrpeli težke izgube. Nadalje so jih nadlegovali ostrostrelci iz Charlestowna, Pigot pa je ukazal umik po tem, ko je videl, kaj se je zgodilo z Howovim napadom.
Britanski vojaki so se ponovno organizirali na bojišču in ponovno odkorakali v napad, tokrat po terenu polnem mrtvih in ranjenih tovarišev. Tokrat Pigot ni želel le zavajati; napasti je hotel reduto neposredno, morda brez pomoči Howeovih enot. Howe je napredoval proti Knowltonovi poziciji ob palisadi, namesto da bi korakal proti Starkovi poziciji ob plaži. Izid napada je bil zelo podoben prvemu. En britanski opazovalec je zapisal: "Večina naših grenadierjev in lahke pehote, ko so se prešteli, so izgubili tri četrtine, mnogi pa devet desetin svojih moških. Nekateri so imeli samo osem ali devet mož na četo."  Pigotov napad ni imel nobenega večjega uspeha kot od Howa, zato je ukazal  umik po skoraj 30 minutah streljanja neučinkovitih salv na kolonialno pozicijo. Drugi napad je tako propadel.
Medtem se je zmeda v ozadju kolonialnih sil nadaljevala. General Putnam je poskušal z omejenim uspehom poslati dodatne enote iz Bunker Hilla naprej na položaje na Breed's Hillu, da bi podprl oblegane regimente. En kolonialni opazovalec je pozneje pisal [[Samuel Adams[Samuelu Adamsu]], »zdi se mi, da nikoli ni bilo več zmede in manj poveljevanja«. Nekatere čete in skupine mož brez voditeljev so se pomikale proti bojišču, drugi so se umikali. Zmanjkovalo jim je smodnika in streliva, kolonialni polki so se krčili zaradi dezerterjev. Do tretjega napada je bilo na Breed's Hillu le še 700–800 mož, le 150 v reduti. Stotnik Connecticuta John Chester je videl celotno četo v bežanju in ukazal svoji četi, naj vanje usmeri muškete, da je ustavil umik; obrnili so se in se odpravili nazaj na bojišče.
Tudi britansko zaledje je bilo v neredu. Ranjeni vojaki, ki so bili mobilni, so se prebili do območij izkrcanja in so jih prepeljali nazaj v Boston, medtem ko so ranjenci, ki so ležali na bojnem polju, stokanli in jokali bolečine. Howe je poslal sporočilo Clintonu v Boston za dodatne enote. Clinton je opazoval prva dva napada in poslal okoli 400 mož iz 2. marinske pehote in 63. pehotnega polka, sam pa je sledil, da bi pomagal zbrati čete. Poleg teh rezerv je prepričal okoli 200 hodečih ranjencev, da so se pripravili za tretji napad.
Tretji napad se je osredotočil neposredno na reduto, le z ukano na bok kolonistov. Howe je ukazal svojim možem, naj odstranijo svoje težke torbe in pustijo vso nepotrebno opremo. Svoje sile je razporedil v kolono namesto v razširjeni vrstni red kot pri prvih dveh napadov, s čimer je kolonialnemu ognju izpostavil manj mož. Tretji napad je bil izveden z bajoneti in je uspešno zavzel reduto, vendar so zadnji streli kolonistov stali življenja majorja Pitcairna. Branilcem je zmanjkalo streliva, kar je bitko privedlo na boj iz bližine. Prednost so imeli Britanci, saj so bili njihovi vojaki opremljeni z bajoneti na mušketah, večina kolonistov pa ne. Polkovnik Prescott, eden zadnjih mož, ki je zapustil reduto, je s svojo ceremonialno sabljo odbiljal udarce bajoneta. Med umikom iz redute je bil Joseph Warren ubit.
Umik velikega dela kolonialnih sil iz polotoka Charlestown je delno omogočil nadzorovan umik sil vzdolž ograje, ki sta ga vodila John Stark in Thomas Knowlton, kar je preprečilo obkolitev hriba. Burgoyne je njihov urejen umik opisal kot "brez bega; bil je celo izveden z pogumom in vojaško spretnostjo". Bil je tako učinkovit, da so rešili večino ranjenih; večina ujetnikov, ki so jih zajeli Britanci, je bila smrtno ranjena.
General Putnam je poskušal reformirati čete na Bunker Hillu; vendar je bil beg kolonialnih sil tako hiter, da so morali opustiti topništvo in orodja za vkopavanje. Kolonisti so utrpeli večino svojih žrtev med umikom na Bunker Hillu. Do 17. ure so se kolonisti umaknili čez Charlestown Neck na utrjene položaje v Cambridgeu in Britanci so nadzorovali Charlestownski polotok.

## Posledice
Britanci so zavzeli polotok, vendar z veliko izgubo, utrpeli so 1.054 žrtev (226 mrtvih in 828 ranjenih), med katerimi je bilo nesorazmerno veliko častnikov. Število žrtev je bilo največje število Britancev v katerem koli posameznem spopadu v celotni vojni. General Clinton je ponovil Pira Epirskega in v svojem dnevniku zapisal, da bi "še nekaj takih zmag kmalu končalo britansko nadvlado v Ameriki." Britanski mrtvi in ranjeni so vključevali 100 častnikov, kar je bil pomemben del britanskega častniškega zbora v Ameriki. Med žrtvami je bilo veliko terenskega poveljniškega osebja generala Howea. General Gage je v svojem poročilu po bitki poročal o naslednjih častniških izgubah:
- 1 podpolkovnik ubit
- 2 majorja ubita, 3 ranjeni
- 7 stotnik ubitih, 27 ranjenih
- 9 poročnikov ubitih, 32 ranjenih
- 15 vodnikov ubitih, 42 ranjenih
- 1 Tolkalist ubit, 12 ranjenih

Kolonialne izgube so bile skupaj okoli 450, od tega 140 ubitih. Večina kolonialnih izgub je nastala med umikom. Major Andrew McClary je bil tehnično najvišji kolonialni častnik, ki je umrl v bitki; zadel ga je topovski ogenj na Charlestown Necku, zadnja oseba, ki je umrla v bitki. Kasneje so ga obeležili s posvetitvijo Fort McClary v Kittery, Maine. Resna izguba za domoljubno stvar pa je bila smrt Josepha Warrena. Bil je predsednik Provincialnega kongresa Massachusettsa in 14. junija je bil imenovan za generalmajorja. Njegovo napredovanje še ni začelo veljati, ko je tri dni kasneje služil kot prostovoljni vojak na Bunker Hillu. Britanci so ujeli le 30 mož, večino s hudimi ranami; 20 jih je umrlo v zaporu. Kolonialci so izgubili tudi številne lopate in drugo orodje za vkopavanje, pa tudi pet od šestih topov, ki so jih prinesli na Charlestownov polotok.

## Politične posledice
Ko so novice o bitki potovale po ameriških kolonijah, so bitko slikale kot kolonialni poraz, saj je bilo ozemlje prevzeto s strani sovražnika in so utrpeli znatne izgube. George Washington je bil na poti v Boston kot novi poveljnik Kontinentalne vojske in je prejel novice o bitki, medtem ko je bil v New Yorku. Poročilo je vključevalo številke žrtev, ki so bile nekoliko netočne, a je Washingtonu dalo upanje, da bi njegova vojska lahko zmagala v konfliktu.

Naučili smo se ... žalostno resnico, da so Američani, če bi bili enako dobro komandirani, prav tako dobri vojaki kot naši.

Britanski častnik v Bostonu po bitki
Komite za varnost Massachusettsa je želel ponoviti vrsto propagandne zmage, ki jo je dosegel po  Bitkah pri Lexingtonu in Concordu, zato je naročil poročilo o bitko, ki so ga poslali v Anglijo. Njihovo poročilo pa ni doseglo Anglije, preden je 20. julija prispelo Gageovo uradno poročilo. Njegovo poročilo je nedvomno povzročilo trenja in prepire med Torijci in Vigovci, a so številke o izgubah alarmirale vojaške oblasti in prisilile mnoge, da so premislili o svojih pogledih na kolonialno vojaško sposobnost.
Jurij III. Britanski je svoj odnos trdi do kolonij okrepil, novica pa je morda prispevala k njegovi zavrnitvi "Olive Branch Petition" Kontinentalnega kongresa, zadnjega resnega političnega poskusa za spravo. Sir James Adolphus Oughton, del torijske večine je napisal Lordu Dartmouthu o kolonijah: "Čim prej jih naučimo okusiti stisko, prej bo [kontrola krone nad njimi] vzpostavljena in prelitev krvi ustavljena." Približno mesec dni po prejemu Gageovega poročila je bila izdana "Proklamacija upora" kot odgovor. To utrjevanje britanske pozicije je prav tako okrepilo prej šibko podporo za neodvisnost med Američani, zlasti v južnih kolonijah.
Gageovo poročilo je imelo bolj neposreden vpliv na njegovo lastno kariero. Razrešen je bil z urada le tri dni po prejemu njegovega poročila, čeprav ga general Howe ni zamenjal do oktobra 1775. Gage je napisal še en poročilo britanskemu kabinetu, v katerem je ponovil prejšnje opozorila, da "moramo končno mobilizirati veliko vojsko, da zmanjšamo te ljudi", kar bi zahtevalo "najem hessijcev".

## Analiza
General Dearborn je leta pozneje objavil poročilo o bitki v Port Folio reviji, potem ko je umrl Israel Putnam. Dearborn je obtožil generala Putnama, da je bil neaktiven, vodil strahopetno in da ni zagotovil okrepitve med bitko, kar je kasneje sprožilo veliko polemiko med veterani vojne in zgodovinarji. Ljudje so bili šokirani nad ostrino napada, kar je sprožilo močan odgovor obrambe Putnama, vključno z znanimi osebnostmi, kot sta bila John in Abigail Adams. To je tudi povzročilo, da je Putnamov sin Daniel Putnam branil očeta z zahvalnim pismom, ki ga je napisal George Washington ter izjavami polkovnika Johna Trumbulla in sodnika Thomasa Grosvenorja v Putnamovo obrambo. Zgodovinar Harold Murdock je zapisal, da "poročilo Dearborna vsebuje absurdne napačne izjave in neverjetne razpone domišljije." Napad Dearborna je prejel precejšnjo pozornost, saj je bil takrat sam sredi velike polemike. Odpuščen je bil iz enega od vojaškega poveljstva v vojni z Veliko Britanijo leta 1812 zaradi svojih napak. Imenovan je bil tudi za ministra za vojno s strani predsednika James Monroe, vendar ga je ameriški senat zavrnil (kar je bil prvič, da je senat glasoval proti potrditvi izbire predsedniškega kabineta).

### Razporeditev kolonialnih sil
Kolonialni regimenti so bil pod splošnim poveljstvom generala Warda, z generalom Putnamom in polkovnikom Prescottom na terenu, vendar so pogosto delovali precej neodvisno. To je bilo očitno v začetnih fazah bitke, ko je bila sprejeta taktična odločitev, ki je imela strateške posledice. Polkovnik Prescott in njegova ekipa sta se odločila, da utrdita Breed's Hill namesto Bunker Hilla, očitno v nasprotju z navodili. Utrditev Breed's Hilla je bila vojaško bolj provokativna; postavila bi topništvo bližje Bostonu in tako neposredno ogrozila mesto. Prav tako je privedla kolonialne sile do tveganja, da bodo obkoljene, saj je bilo verjetno, da se ne bodo mogle ubraniti pred poskusi Britancev, da bi pristali z vojsko in prevzeli nadzor nad Charlestown Neckom. Če bi Britanci to storili, bi imeli možnost priti do zmage z manjšimi izgubami. Obrambni položaji kolonialnih sil so bili nepregledno postavljeni; šele zjutraj je Prescott odkril, da bi se reduta lahko zlahka obšla, kar je zahtevalo hitro gradnjo palisad. Poleg tega kolonisti niso imeli dovolj mož za obrambo proti zahodu.
Pomanjkanje mož je bila dodatna težava na Breed's Hill. Obramba je bila razredčena na severnem koncu kolonialnih položajev in bi jih Britanci zlahka izkoristili (saj so se že izkrcali), če okrepitev ne bi prispela pravočasno. Sprednje linije kolonialnih sil so bile na splošno dobro upravljane, a položaj za njimi je bil precej neurejen, vsaj deloma zaradi slabe verige poveljevanja in logistične organizacije. En komentator je zapisal: "zdi se mi, da nikoli ni bilo več zmede in manj poveljevanja." Le nekatere enote kolonialne milice so delovale neposredno pod avtoriteto Warda in Putnama, nekateri poveljniki pa so neposredno kršili ukaze, ostali so pri Bunker Hillu, namesto da bi se priključili k obrambi Breed's Hilla, ko se je bojevanje začelo. Nekateri častniki so bili po bitki podvrženi vojnemu sodišču in odpuščeni.
Ko se je boj začel, je bila dezertacija kronična težava za kolonialne čete. Do trenutka tretjega britanskega napada je ostalo le še 700–800 vojakov, od tega le 150 v reduti. Polkovnik Prescott je menil, da bi bil tretji napad zavrnjen, če bi bile njegove sile v reduti okrepljene z več moškimi ali pa, če bi bili z Bunker Hilla pripeljane dodatni zaloge streliva in smodnika. Kljub tem težavam je bilo umikanje kolonialnih sil na splošno dobro upravljano, kar je vključilo rešitev večine njihovih ranjenih in je naletelo na pohvale britanskih generalov, kot je bil Burgoyne. Vendar je hitrost umika povzročila, da so zapustili svojo topništvo in orodja za zasipanje.

### Razporeditev britanskih sil
Britansko vodstvo je delovalo počasi, ko so opazili dela na obrambnih položajih na Breed's Hill. Ura je bilo je 14.00, ko so bili vojaki pripravljeni na napad, približno deset ur po tem, ko je vojaška ladjaLively prvič začel streljati. Ta počasen tempo je kolonialnim silam dal dovolj časa za okrepitev bočnih položajev, ki bi bili sicer slabo branjeni in ranljivi. Gage in Howe sta se odločila, da bo frontalni napad na preprost manever, čeprav bi manever obkoljevanja, ki bi pridobil nadzor nad Charlestown Neck, prinesel hitrejšo in odločilnejšo zmago. Vendar je britansko vodstvo bilo pretirano optimistično, verjelo je, da "sta dva polka zadostovala, da premagajo sile kolonij".
Topniški napad, ki naj bi bil pred splošnim napadom, se ni zgodil, ker so bili topovi na terenu oskrbljene z napačnim kalibrom streliva. Na terenu se je Howe dvakrat odločil, da zmanša enote, ki so napadale reduto z bočne strani na kolonialni levi. Enote, ki so jih Britanci uporabili, niso bile primerne za uspešen napad, razporejene so bile v dolge črte in obremenjene z nepotrebno težko opremo; mnogi od vojakov so bili takoj ranljivi za kolonialni ogenj, kar je povzročilo velike izgube pri začetnih napadih. Zagon britanskega napada je še dodatno oslabel, ko so se častniki odločili osredotočiti na streljanje večkratnih salva, ki so jih preprosto absorbirale zemeljske utrdbe in palisade. 
Tretji napad je uspel, ko so bile sile razporejene v globoke kolone, vojakom je bilo naročeno, da pustijo vso nepotrebno opremo, napadi so morali biti z jurišom bajoneta,, bočni napad pa je bil zgolj zavajanje.
Po prevzemu polotoka so imeli Britanci taktično prednost, ki so jo lahko izkoristili za napredovanje v Cambridge. General Clinton je to predlagal Howu, vendar je Howe zavrnil, saj je pravkar vodil tri napade s hudimi izgubami, med katerimi so bili tudi večinoma njegovi terenski častniki. Kolonialni vojaški voditelji so Howa na koncu prepoznali kot negotovega odločitelja, kar mu je škodilo. Po bitki pri Long Islandu (1776) je znova imel taktične prednosti, ki bi lahko Washingtonovo vojsko dostavile v njegove roke, vendar je spet zavrnil odločno ukrepanje.
Zgodovinar John Ferling trdi, da bi lahko general Gage, če bi uporabil Kraljevo mornarico za zavarovanje ozkega dela do Charlestonovega polotoka in Američane ločil od celinske zemlje, dosegel bistveno manj drago zmago. Toda bil je motiviran z maščevalnostjo zaradi patriotskega upora pri  Bitkah pri Lexingtonu in Concordu in relativno hudih britanskih izgub, prav tako pa je menil, da je kolonialna milica popolnoma neizkušena in jih je mogoče enostavno premagati in se je odločil za frontalni napad.

## "Bela barva njihovih oči"
Znani ukaz "Ne streljajte, dokler ne vidite bele barve njihovih oči" je bil populariziran v zgodbah o bitki pri Bunker Hillu. Ni jasno, kdo je to rekel, saj različn zgodovininarji, vključno s pričevanji očividcev, to pripisujejo Putnamu, Starku, Prescottu ali Gridleyju, Morda je to najprej rekel eden in nato ponovili drugi. Sodobni znanstveni konsenz je, da tega med bitki ni izrekel nihče, temveč gre za legendo.
To prav tako ni bilo izvirna izjava. Ideja prvotno izvira od general-kralja Gustava II. Adolfa (1594–1632), ki je vsakič naročil svojim mušketirjem "nikoli ne streljati, dokler ne vidijo svoje lastne podobe v zenici oči svojega sovražnika". Vojaški nauki Gustava Adolfa so bile široko občudovani in posnemani ter so povzročili, da je bila ta izjava pogosto ponavljana. Uporabil jo je general James Wolfe na poljanah Abrahamove bitke, ko je njegova vojska premagala Montcalmovo vojsko 13. septembra 1759. Najzgodnejši podoben citat izhaja iz bitke pri Dettingenu 27. junija 1743, kjer je polkovnik  Andrew Agnew iz Lochnawa je opozoril "Royal Scots Fusilierje", naj ne streljajo, dokler ne bodo "videli bele barve njihovih oči." To frazo je uporabljal tudi princes Charles iz Prusije leta 1745 in jo ponovil leta 1755 Friderik II. Veliki ter se morda omenja v zgodovinskih dokumentih, s katerimi so bili kolonialni vojaški voditelji seznanjeni. Ne glede na to, ali je bilo to dejansko rečeno v tej bitki, je bilo jasno, da so kolonialni vojaški voditelji redno opominjali svoje vojake, naj zadržijo ogenj do trenutka, ko bo imel največji učinek, še posebej v situacijah, kjer bi bila njihova municija omejena.

## Pomembni udeleženci
Znatno število znanih ameriških patriotov je sodelovalo v tej bitki. Henry Dearborn in William Eustis sta na primer nadaljevala z izjemnimi vojaškimi in političnimi karierami; oba sta služila v Kongresu, v kabinetu in v diplomatskih položajih. Drugi, kot John Brooks, Henry Burbeck, Christian Febiger, Thomas Knowlton in John Stark, so postali dobro znani po kasnejših dejanjih med vojno. Stark je postal znan kot "Junak Benningtona" zaradi svoje vloge v bitki pri bitke v Benningtonu leta 1777. Tudi svobodni Afroameričani so se borili v bitki; med znanimi primeri so Barzillai Lew, Salem Poor in Peter Salem.
Drug pomemben udeleženec je bil Daniel Shays, ki je kasneje postal slaven zaradi svojega upora v "Shays' Rebellion". Izrael Potter je postal posmrtnemo slaven iz dela "Israel Potter|Izrael Potter: Njegovih petdeset let izgnanstva", romana Hermana Melvilla. Polkovnik John Paterson je poveljeval "Massachusetts First Militia", služil v "Shays' Rebellion" in postal kongresnik iz New Yorka. Podpolkovnik Seth Read, ki je služil pod Johnom Patersonom na Bunker Hillu, je nadaljeval z življenjem v "Geneva, New York" in "Erie, Pennsylvania" in pravijo, da je imel ključno vlogo pri dodajanju fraze E pluribus unum na 
ameriške kovance. George Claghorn iz Massachusettske milice je bil ustreljen v koleno na Bunker Hillu in po vojni postal  glavni graditelja USS Constitution, znanega tudi kot Old Ironsides, ki je najstarejša vojaška mornariška ladja na svetu, ki je še vedno v uporabi in plava.
Pomembni britanski udeleženci v bitki so bili: podpolkovnik vojaški častnik Samuel Birch, major John Small, Francis Rawdon-Hastings, 1. markiz Hastingsa, lord Rawdon, general William Howe, 5. vikont Howe, major John Pitcairn in general Henry Clinton.

## Spominske slovesnosti
Slika Johna Trumbulla, Smrt generala Warrena v bitki pri Bunker Hillu (prikazana na ledu), je bila ustvarjena kot alegorična upodobitev bitke in Warrenove smrti, ne kot dejanski slikovni zapis dogodka. Slika prikazuje številne udeležence bitke, vključno z britanskim častnikom John Smallom med tistimi, ki so vdrli v reduto, vendar je bil tisti, ki je držal smrtno ranjenega Warrena in preprečil soborcu, da bi ga zabodel z bajonetom. Bil je prijatelj Putnama in Trumbulla. Druge osrednje osebe vključujejo Andrewa McClaryja, ki je bil zadnji človek, ki je padel v bitki. "Bunker Hill Monument" je obelisk, ki stoji 221 ft (67 m) visoko na Breed's Hillu. 17. junija 1825, ob petdeseti obletnici bitke, je temeljni kamen spomenika položil markiz de Lafayette, nagovor pa je imel Daniel Webster. "Leonard P. Zakim Bunker Hill Memorial Bridge" je bil posebej zasnovan, da spominja na ta spomenik. Obstaja tudi kip Williama Prescotta, ki prikazuje, kako miri svoje ljudi. 
"National Park Service" upravlja muzej, posvečen bitki v bližini spomenika, ki je del "Bostonskega nacionalnega zgodovinskega parka". Ciklorama bitke je bila dodana leta 2007, ko je bil muzej prenovljen. V bližnjem Cambridgeu je majhen granitni spomenik severno od Harvard Yarda s tem napisom: "Tu se je v noči na 16. junij 1775 zbralo 1200 celinskih vojakov pod poveljstvom polkovnika Prescotta. Po molitvi predsednika Langdona so odkorakali na Bunker Hill." Glej opombo za sliko.
(Samuel Langdon, kongregacijski minister, je bil 11. predsednik Harvarda.) Še en majhen spomenik v bližini označuje lokacijo Odbora za varnost, ki je postal začasna vlada domoljubov, ko so torijci zapustili Cambridge. Ti spomeniki so na travniku zahodno od centra Harvard Littaeur, ki je sam zahodno od ogromnega Harvardovega znanstvenega centra. Glej opombo za zemljevid.

Bunker Hill Day, ki ga praznujejo vsakega 17. junija, je zakonski praznik v okrožju Suffolk, Massachusetts (ki vključuje mesto Boston), kot tudi Somerville v okrožju Middlesex. Prospect Hill, mesto kolonialnih utrdb, ki gledajo na Charlestown Neck, je zdaj v Somervillu, ki je bil prej del Charlestowna. Državne ustanove v Massachusettsu (kot so javne ustanove visokošole) v Bostonu prav tako praznujejo praznik. Vendar državni proračun za FY 2011 zahteva, da so vsi državni in občinski uradi v okrožju Suffolk odprti na dan Bunker Hilla in dan evakuacije. 16. in 17. junija 1875 so stoto obletnico bitke proslavili z vojaško parado in sprejemom, na katerem so sodelovali ugledni govorniki, med njimi general William Tecumseh Sherman in podpredsednik]Henry Wilson. Udeležili so se ga visoki gostje iz vse države. Slavnostni dogodki so zaznamovali tudi petstoletnico (150. obletnico) leta 1925 in dvestoletnico leta 1975. V preteklih letih je bila bitka pri Bunker Hillu obeležena na štirih ameriških poštnih znamkah. 

## Nadaljnje čitanje
- Axelrod, Alan (2007). The real History of the American Revolution. Sterling Publishing Company, New York. ISBN 9781402768163.
- Beck, Derek W. (2016). The War Before Independence: 1775–1776. Sourcebooks, Inc. ISBN 9781492633105., 480 pages
- Doyle, Peter (1998). Bunker Hill. Charlottesville, VA: Providence Foundation. ISBN 1-887456-08-2. OCLC 42421560.
- Drake, Samuel Adams (1875). Bunker Hill: the story told in letters from the battle field by British Officers Engaged. Boston: Nichols and Hall.
- Elting, John R. (1975). The Battle of Bunker's Hill. Monmouth Beach, NJ: Phillip Freneau Press. ISBN 0-912480-11-4. OCLC 2867199.
- Ferling, John (2007). Almost a Miracle. Oxford University Press. ISBN 9780199758470.
- Fast, Howard (2001). Bunker Hill. New York: ibooks inc. ISBN 0-7434-2384-4. OCLC 248511443.
- Lanning, Michael Lee (2008). The American Revolution 100. Source Books, Naperville, IL. ISBN 9781402252808.
- O'Brien, Michael J. (1968). The Irish at Bunker Hill: Evidence of Irish Participation in the Battle of 17 June 1775. Irish University Press. ISBN 9780716505020.
- Philbrick, Nathaniel (2013). Bunker Hill: A City, a Siege, a Revolution. Viking. ISBN 978-0670025442.
- Ristow, W. Walter (1979). Cartography of the Battle of Bunker Hill.
- Swett, S (1826). History of Bunker Hill Battle, With a Plan (2nd izd.). Boston: Munroe and Francis. OCLC 3554078. This book contains printings of both Gage's official account and that of the Massachusetts Congress.
- Commager, Henry Steele; Morris, Richard B. (1958). The Spirit of 76. Harper & Row Publishers, New York, London. ISBN 0306806207. eBook, Vol 2